# Cục Chăn nuôi (Việt Nam)
Cục Chăn nuôi (tiếng Anh: Department of Livestock Production) là cơ quan trực thuộc Bộ Nông nghiệp và Phát triển nông thôn, thực hiện chức năng tham mưu, giúp Bộ trưởng quản lý nhà nước và tổ chức thực thi pháp luật đối với chuyên ngành chăn nuôi thuộc phạm vi quản lý nhà nước của Bộ theo phân cấp, ủy quyền của Bộ trưởng.
Cục Chăn nuôi thành lập ngày 3/1/2008, theo Nghị định số 01/2008/NĐ-CP ngày 3/1/2008 của Chính phủ.
Chức năng, nhiệm vụ, quyền hạn, cơ cấu tổ chức của Cục Chăn nuôi được quy định tại Quyết định số 1398/QĐ-BNN-TCCB ngày 13/4/2017 của Bộ trưởng Bộ Nông nghiệp và Phát triển nông thôn.

## Nhiệm vụ và quyền hạn
Theo Điều 2, Quyết định số 1398/QĐ-BNN-TCCB ngày 13/4/2017 của Bộ trưởng Bộ Nông nghiệp và Phát triển nông thôn, Cục Chăn nuôi có các nhiệm vụ, quyền hạn trong các lĩnh vực chính:
1. Chỉ đạo sản xuất chăn nuôi.
2. Giống vật nuôi (không bao gồm giống thủy sản).
3. Thức ăn chăn nuôi (không bao gồm thức ăn thủy sản).
4. Bảo vệ môi trường trong chăn nuôi.
5. Quản lý an toàn thực phẩm chăn nuôi: Phối hợp với Cục Thú y, cơ quan liên quan thuộc Bộ quản lý an toàn thực phẩm đối với sản phẩm chăn nuôi theo quy định, pháp luật. Trực tiếp thực hiện một số nhiệm vụ theo quy định.
6. Chế biến, bảo quản đối với sản phẩm chăn nuôi.

## Lãnh đạo Cục[3]
- Cục trưởng: Dương Tất Thắng
- Phó Cục trưởng:

1. Phạm Kim Đăng
2. Tống Xuân Chinh

## Cơ cấu tổ chức

### Các đơn vị thực hiện chức năng quản lý nhà nước
(Theo Quyết định số 1066/QĐ-BNN-TCCB ngày 04/10/2023 của Bộ trưởng Bộ Nông nghiệp và Phát triển nông thôn)
- Văn phòng Cục
- Phòng Kế hoạch, Tài chính
- Phòng Pháp chế thanh tra
- Phòng Giống vật nuôi
- Phòng Thức ăn chăn nuôi
- Phòng Khoa học công nghệ, Môi trường và Hợp tác quốc tế
- Văn phòng đại diện Cục phía Nam, tại Thành phố Hồ Chí Minh

### Đơn vị sự nghiệp công lập
(Theo Quyết định số 1066/QĐ-BNN-TCCB ngày 04/10/2023 của Bộ trưởng Bộ Nông nghiệp và Phát triển nông thôn)
- Trung tâm Khảo, kiểm nghiệm và kiểm định Chăn nuôi